# Abagrotis benjamini
Abagrotis benjamini är en fjärilsart som beskrevs av Ronaldo Bastos Francini 1955. Abagrotis benjamini ingår i släktet Abagrotis och familjen nattflyn. Inga underarter finns listade i Catalogue of Life.